# 迪萨克
迪萨克（法語：Dussac，法語發音：[dysak]）是法国多尔多涅省的一个市镇，属于农特龙区。

## 地理
迪萨克（45°23'44"N, 1°4'54"E）面积20.26 平方千米，位于法国新阿基坦大区多爾多涅省，该省份为法国西南部内陆省份，是法國本土面积第三大的省，大致对应佩里戈尔地区，北起顺时针与夏朗德省、上维埃纳省、科雷兹省、洛特省、洛特-加龙省、吉倫特省和滨海夏朗德省接壤。
与迪萨克接壤的市镇（或旧市镇、城区）包括：萨尔朗德、克莱蒙代克西德伊、拉努阿耶、圣梅达尔-代克西德伊、圣叙尔皮斯-代克西德伊、萨拉扎克。

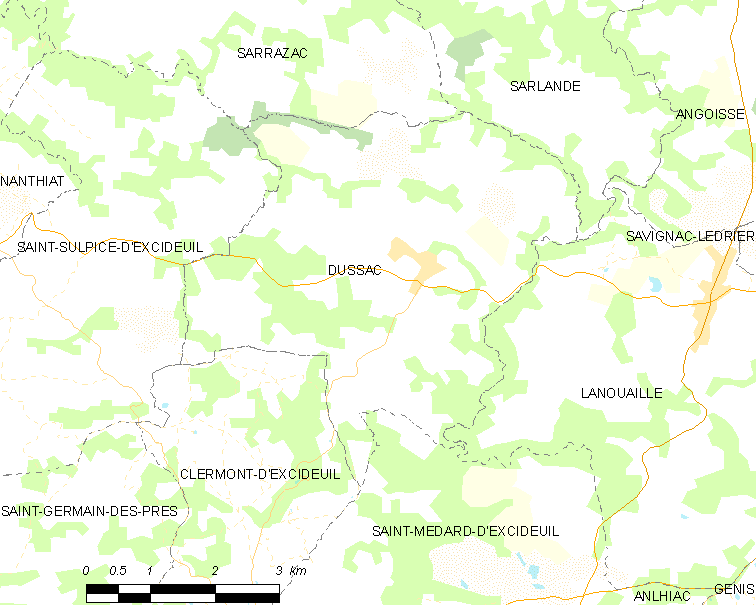
迪萨克的OSM定位图

迪萨克的时区为UTC+01:00、UTC+02:00（夏令时）。

## 行政
迪萨克的邮政编码为24270，INSEE市镇编码为24158。

## 政治
迪萨克所属的省级选区为伊勒-卢-欧韦泽尔县。

## 人口

1962-2008年间迪萨克人口变化图示

迪萨克于2022年1月1日时的人口数量为426人。